# Terencio Sierra
Terencio Sierra, né le 26 décembre 1849 à San Francisco de Coray et mort le 25 octobre 1907 à Granada au Nicaragua, est un homme d'État hondurien. Il est président du Honduras du 1er février 1899 au 1er février 1903.